# Dommary-Baroncourt
 Dommary-Baroncourt  es una población y comuna francesa, en la región de Lorena, departamento de Mosa, en el distrito de Verdún y cantón de Spincourt.

## Demografía
| 1312 | 1124 | 1015 | 825 | 705 | 705 |
| Para los censos de 1962 a 1999 la población legal corresponde a la población sin duplicidades (Fuente: INSEE [Consultar]) |      |      |     |     |     |